# Чоговадзе, Георгий Анатольевич
Георгий Анатольевич Чоговадзе (груз. გიორგი ჩოგოვაძე; род. 25 апреля 1969 года) — советский прыгун в воду (вышка, 10 м), Заслуженный мастер спорта СССР (1988 год). Многократный победитель и призер Чемпионатов СССР (вышка 10 метров, трамплин 3 метра). Победитель Спартакиады народов СССР в 1986 году в Москве.

## Карьера
Тренировался в Тбилиси, представлял «Динамо». 
Бронзовый призёр Универсиады-87.
Двукратный чемпион Европы (1987, 1989), бронзовый призёр чемпионата мира 1991 года.
На Олимпиаде 1988 года в Сеуле стал четвёртым. Через четыре года на Олимпиаде 1992 года в Барселоне не смог пройти в финальный турнир, оказавшись в квалификации лишь 16-м.